# Magnuszowiczki
Magnuszowiczki (deutsch Klein Mangersdorf) ist ein Ort an der Steinau in der Stadt- und Landgemeinde Niemodlin im Powiat Opolski der Woiwodschaft Opole in Polen.

## Geographie
Das Straßendorf Magnuszowiczki liegt acht Kilometer nördlich von Niemodlin (Falkenberg) und etwa dreißig Kilometer westlich von Opole (Oppeln) in der Nizina Śląska (Schlesische Tiefebene).
Nördlich verläuft die Autobahn 4. Östlich des Ortes liegen die beiden Seen Wołowski und Komorzno.
Nachbarorte von Magnuszowiczki sind im Westen Magnuszowice (Groß Mangersdorf), im Südwesten Szydłowiec Śląski (Schedlau) und im Südosten Rzędziwojowice (Geppersdorf).

## Geschichte
In dem Werk Liber fundationis episcopatus Vratislaviensis aus den Jahren 1295–1305 wird der Ort erstmals als Magnussowitz erwähnt. 1347 wird der Ort als Magnusdorf minor erwähnt.
Nach dem Ersten Schlesischen Krieg 1742 fiel Klein Mangersdorf mit dem größten Teil Schlesiens an Preußen. 1783 zählte das Dorf sieben Bauern-, elf Gärtner- und sieben Häuslerstellen.
Nach der Neuorganisation der Provinz Schlesien gehörte die Landgemeinde Klein Mangersdorf ab 1817 zum Landkreis Falkenberg O.S. im Regierungsbezirk Oppeln. 1845 bestand das Dorf aus 27 Häusern und einem Vorwerk. Im gleichen Jahr lebten in Klein Mangersdorf 232 Menschen, davon 18 katholisch. 1855 lebten 245 Menschen im Ort. 1865 zählte das Dorf einen Schulzenhof, sieben Bauern-, zehn Gärtner- und acht Häuslerstellen. 1874 wurde der Amtsbezirk Graase gegründet, welcher aus den Landgemeinden Graase, Groß Mangersdorf, Groß Sarne, Klein Mangersdorf, Raschwitz und Rautke und den Gutsbezirken Graase, Groß Sarne, Klein Mangersdorf, Raschwitz und Rautke bestand. Erster Amtsvorsteher war der Rittergutsbesitzer Graf Praschma. 1885 zählte Klein Mangersdorf 191 Einwohner.
1933 lebten in Klein Mangersdorf 167 Menschen. Im Jahr 1939 zählte das Dorf 163 Einwohner. Zwischen 1940 und 1944 bestand in Klein Mangersdorf ein Zwangsarbeitslager für Juden. Bis Kriegsende 1945 gehörte der Ort Klein Mangersdorf zum Landkreis Falkenberg O.S.
Am 7. Februar 1945 wurde das Dorf durch die Rote Armee eingenommen. Danach kam der bisher deutsche Ort Klein Mangersdorf unter polnische Verwaltung und wurde in Magnuszowiczki umbenannt. Am 30. Oktober wurde die verbliebene deutsche Bevölkerung in das Internierungslager Lamsdorf gebracht. Hier fanden mindestens 30 Menschen aus Klein Mangersdorf den Tod. Im Juni 1946 wurde die restliche deutsche Bevölkerung ausgewiesen. 1950 kam der Ort zur Woiwodschaft Oppeln. 1999 kam der Ort als Teil der Gmina Niemodlin zum wiedergegründeten Powiat Opolski.